# Puente de Linares
Puente de Linares (en eonaviego, La Ponte Ḷḷinares) es un lugar perteneciente a la parroquia de Linares, en el concejo de Allande, comarca del Narcea, Principado de Asturias, España.